# Najgłębsze jeziora Polski
Tabela zbiera dane na temat naturalnych jezior o głębokości powyżej 50 metrów.
| lp. | Jezioro (nazwa oficjalna) | Województwo                      | Głębokość maksymalna (m)     | Powierzchnia (ha) | Wzniesienie (m n.p.m.) |
| --- | ------------------------- | -------------------------------- | ---------------------------- | ----------------- | ---------------------- |
| 1   | Hańcza                    | podlaskie                        | 106,2 (wg innych źródeł 113) | 291,6             | 227,3                  |
| 2   | Drawsko                   | zachodniopomorskie               | 82,2                         | 1797,5            | 128,7                  |
| 3   | Wielki Staw Polski        | małopolskie                      | 80,3                         | 30,0              | 1664,6                 |
| 4   | Czarny Staw pod Rysami    | małopolskie                      | 77,0                         | 20,6              | 1579,5                 |
| 5   | Wigry                     | podlaskie                        | 74,2                         | 2115,0            | 131,9                  |
| 6   | Wdzydze                   | pomorskie                        | 69,5 (wg innych źródeł 72,0) | 1417,0            | 139,2                  |
| 7   | Wuksniki                  | warmińsko-mazurskie              | 67,3 (wg innych źródeł 68,0) | 118,5             | 111,1                  |
| 8   | Babięty Wielkie           | warmińsko-mazurskie              | 65,2                         | 258,5             | 140,4                  |
| 9   | Morzycko                  | zachodniopomorskie               | 60,7                         | 317,5             | 52,0                   |
| 10  | Ciecz                     | lubuskie                         | 58,8                         | 171,0             | 106,3                  |
| 11  | Piłakno                   | warmińsko-mazurskie              | 56,6                         | 237,5             | 139,7                  |
| 12  | Jezioro Ełckie            | warmińsko-mazurskie              | 55,8                         | 385,0             | 119,9                  |
| 13  | Ożewo                     | podlaskie                        | 55,5                         | 49,5              | 191,6                  |
| 14  | Gaładuś                   | podlaskie · Litwa (Okręg olicki) | 54,8                         | 552,5             | 134,6                  |
| 15  | Jezioro Wulpińskie        | warmińsko-mazurskie              | 54,6                         | 396,0             | 105,8                  |
| 16  | Isąg                      | warmińsko-mazurskie              | 54,5                         | 377,5             | 93,0                   |
| 17  | Jezioro Łańskie           | warmińsko-mazurskie              | 53,0                         | 1070,0            | 134,9                  |
| 18  | Jezioro Białe Filipowskie | podlaskie                        | 52,0                         | 117,5             | 196,7                  |
| 19  | Jezioro Pluszne Wielkie   | warmińsko-mazurskie              | 52,0                         | 867,5             | 140,2                  |
| 20  | Rajgrodzkie               | podlaskie · warmińsko-mazurskie  | 52,0                         | 1499,0            | 118,4-118,6            |
| 21  | Czarny Staw Gąsienicowy   | małopolskie                      | 51,9                         | 17,9              | 1619,5                 |
| 22  | Morskie Oko               | małopolskie                      | 51,8                         | 34,9              | 1392,8                 |
| 23  | Jezioro Mokre             | warmińsko-mazurskie              | 51,0                         | 790,0             | 124,8                  |
| 24  | Tałty-Jezioro Ryńskie     | warmińsko-mazurskie              | 50,8                         | 1796,0            | 116,0                  |
| 25  | Czarny Staw Polski        | małopolskie                      | 50,5                         | 12,5              | 1722,1                 |